# Phyllophaga caneyensis
Phyllophaga caneyensis är en skalbaggsart som beskrevs av Garcia-vidal 1984. Phyllophaga caneyensis ingår i släktet Phyllophaga och familjen Melolonthidae. Inga underarter finns listade i Catalogue of Life.